# Église Saint-Michel de Rodelle
L'église Saint-Michel de Rodelle est une église, nommée également Saint-Michel du Causse, est située en France sur la commune de Rodelle, dans le département de l'Aveyron en région Occitanie.
L'église fait l'objet d'un classement au titre des monuments historiques depuis le 1er juillet 1991.

## Description
Outre la piéta, le chœur de l'église présente une fresque où figurent la crucifixion et les deux larrons. Le bon larron à droite, identifié comme tel par un ange et, à gauche, le mauvais larron identifié par un démon. La facture de ces fresques évoque l'art japonais[pas clair]. Dans l'angle inférieur du tableau qui présente le mauvais larron, une inscription en caractères imitant la graphie arabe, mériterait, comme l'ensemble de ces images, un effort d'interprétation historique et artistique.

## Localisation
L'église est située sur la commune de Rodelle,  dans le village éponyme, dans le département français de l'Aveyron. Elle est classée Monument Historique depuis 1991. Le village de Rodelle et la butte sur laquelle il est édifié sont inscrits quant à eux depuis 1943 à l’Inventaire des sites dont la conservation présente un intérêt général.

## Historique
L'édifice est classé au titre des monuments historiques en 1991.